# Fúquene (kommun)
Fúquene är en kommun i Colombia.   Den ligger i departementet Cundinamarca, i den centrala delen av landet, 90 km norr om huvudstaden Bogotá. Antalet invånare är 5 214. Arean är 90 kvadratkilometer.
Terrängen i Fúquene är huvudsakligen kuperad, men åt nordost är den platt.